# Sepnica
Sepnica – przysiółek wsi Lubzina w Polsce położona w województwie podkarpackim, w powiecie ropczycko-sędziszowskim, w gminie Ropczyce. Leży na zachód od Lubziny właściwej.
Dawniej samodzielna  wieś i gmina jednostkowa w powiecie ropczyckim, za II RP w woј. krakowskim. W 1934 w nowo utworzonej zbiorowej gminie Paszczyna, gdzie utworzyła gromadę. Od 1 kwietnia 1937 w powiecie dębickim
W latach 1975–1998 miejscowość administracyjnie należała do województwa rzeszowskiego.